# Сицилійська кухня

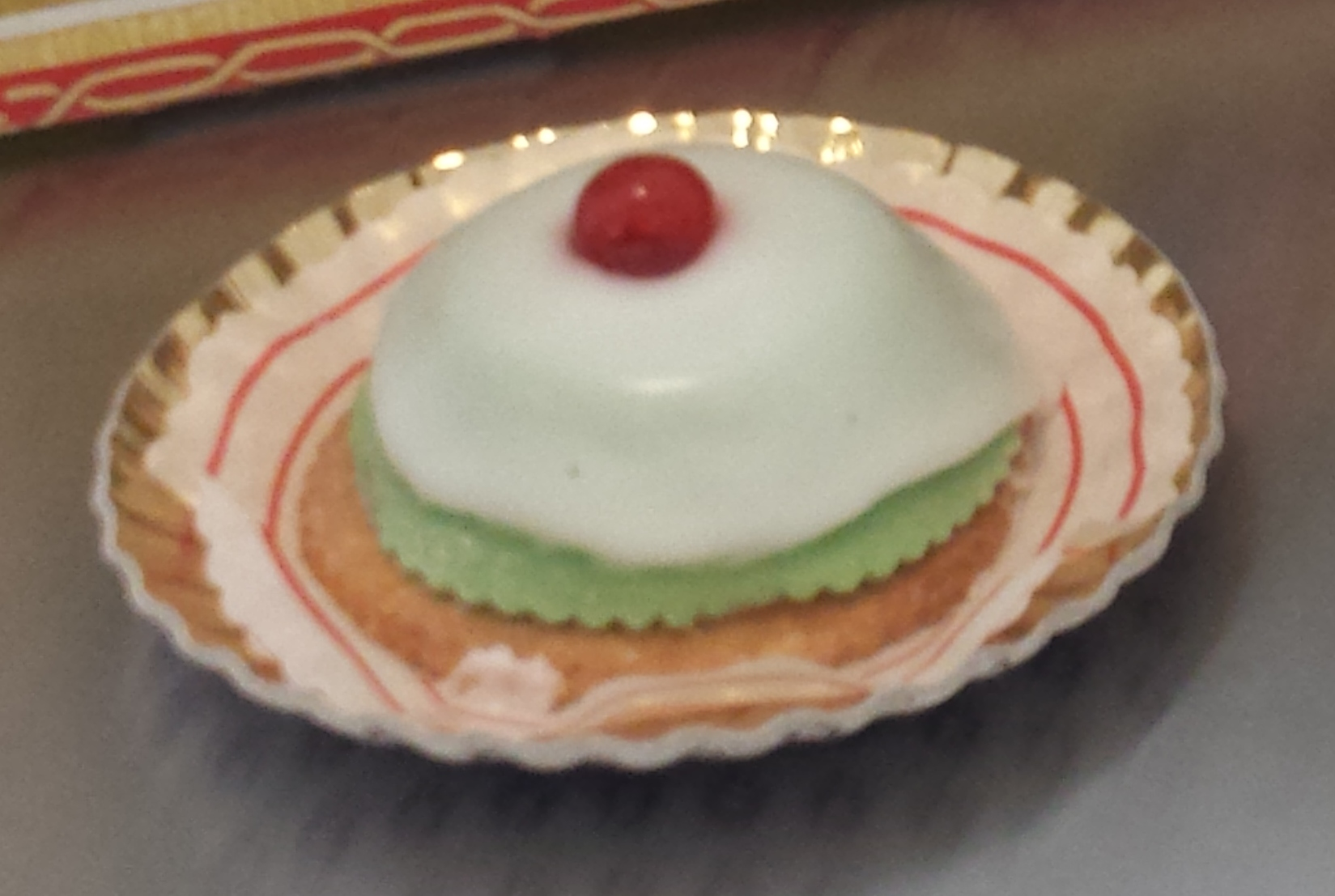
Кассата сіцілійська

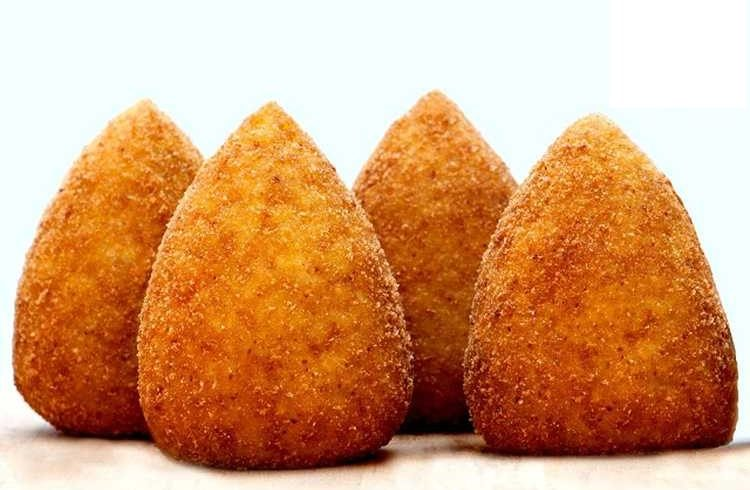
Аранчіні

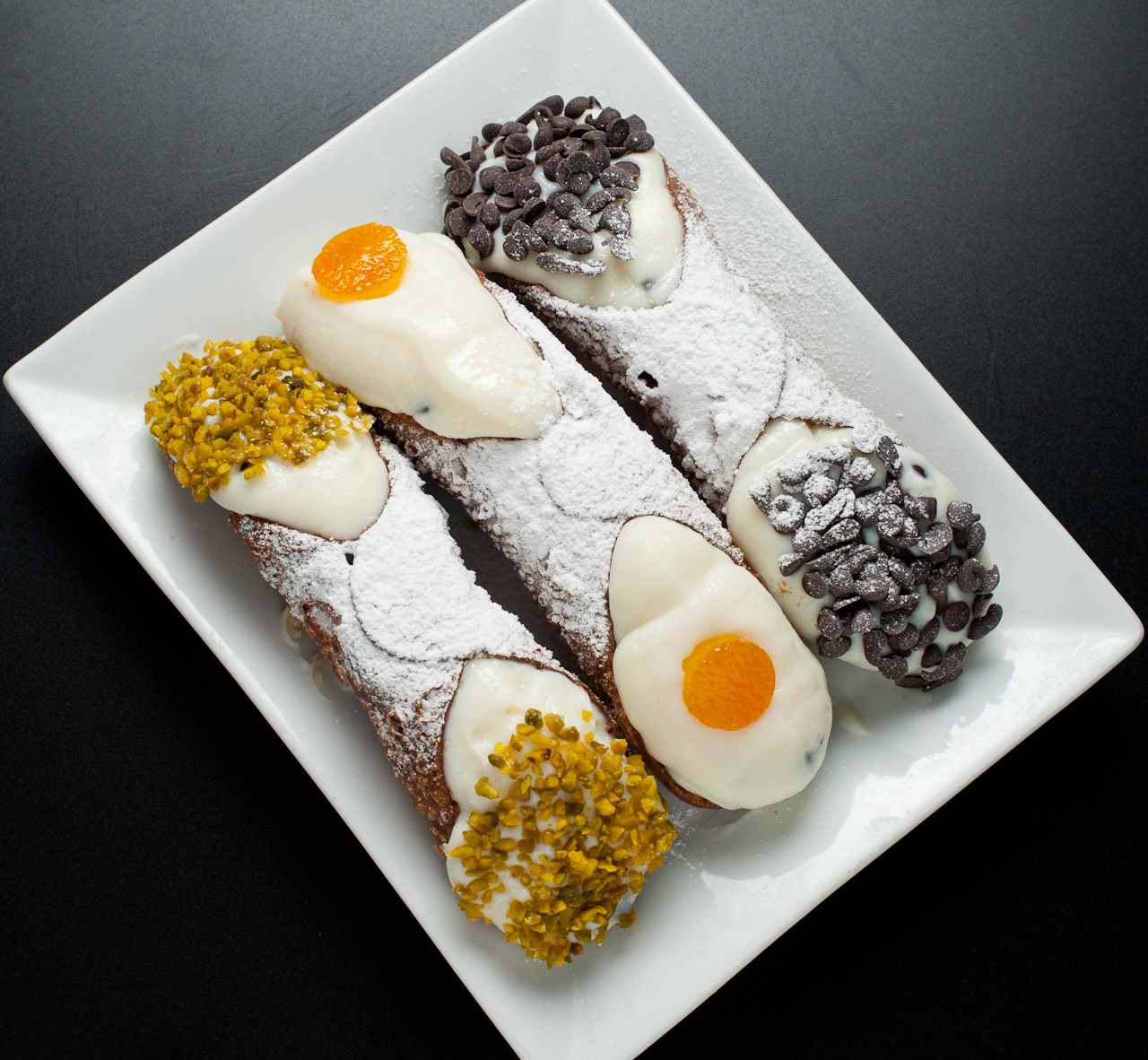
Сіцілійськіі каннолі

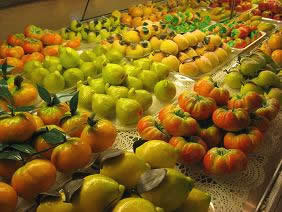
фрутта марторана- типові сицілійські солодощі

Сицилійська кухня — національна кухня Сицилії, що ввібрала в себе сліди всіх культур, які населяли острів протягом останніх двох тисяч років. Хоча вона і вважається лише різновидом італійської кухні, все ж містить помітний вплив іспанських, грецьких і арабських кулінарних традицій.
Вважається, що сицилійський кухар Міфек, який народився в V столітті до нашої ери, приніс знання про сицилійську гастрономію до Греції: його кулінарна книга була першою грецькою мовою, тому він був першим автором кулінарної книги на будь-якій мові, чиє ім'я відоме.
Арабське панування на Сицилії привнесло в її кухню використання абрикос, цитрусових, динь, рису, шафрану, родзинок, мускатного горіха, гвоздики, солодкого перцю, кедрових горіхів і кориці. Про вплив норманів і Гогенштауфенів нагадує велика пристрасть населення до м'ясних страв, таким як брусчіалоні. Іспанці привезли на острів численну екзотику з Нового Світу, в тому числі какао, кукурудзу, індичку, помідори та інші овочі. У Катанії, на східному узбережжі острова, де спочатку жили грецькі колоністи, досить рясно в приготуванні їжі використовуються боби, оливки, свіжі овочі і риба. Серед овочів там особливо популярні баклажани, перець і помідори, а найулюбленішими дарами моря у населення є тунець, морський лящ, морський окунь, риба-меч і кальмари. Вплив Північної Африки позначилося на західній провінції Трапані, де частенько готують кус-кус.
Сицилія також є батьківщиною багатьох сортів сирів, найвідоміші з яких пекоріно сициліано і качіокавало.
Найпопулярнішими сицилійськими стравами є аранчині (рисові кульки з начинкою), Паста алла Норма (готується переважно в Катанії), капоната, пані як меуза і кус-кус аль песч( кус-кус з рибою). Як і у всій Італії на Сицилії готують і піцу, яка носить назву сицилійської. Серед солодощів особливо популярні фрутта-марторана, піньйолата, буччеллаті, каннолі, граніта і касата.

## Перші страви
- Паста алла Норма
- Парміджана з баклажанів

## Другі страви
- Спагеті алла путтанеска

## Солодощі
- Касата -  круглий торт  з бісквіту, рікоти, покритий глазур'ю та прикрашений цукатами.
- Каннолі- відомі в усьому світі трубочки наповнені овечою рікоттою з цукровою пудрою.
- Мигдалеві тістечка
- Фрутта марторана
- Граніта
- Сорбет
- Біянкоманджаре, відоме поза Італією як бланманже
- Бучеллато

## Джерело
- Сицилійська кухня
- Dalby, Andrew (1996). Siren Feasts. Abingdon, Oxon, England: Routledge. ISBN 0-415-15657-2.
- Dalby, Andrew (2003). Food in the ancient world from A to Z. Abingdon, Oxon, England: Routledge. ISBN 0-415-23259-7.
- Hill, Shaun; Wilkins, John (1996). Mithaikos and other Greek cooks. У Harlan Walker (ред.). Cooks and other people: proceedings of the Oxford Symposium on Food and Cookery 1995. Totnes: Prospect Books.

1. ↑  Dalby (2003), p. 220; Hill and Wilkins (1996), pp. 144-148.